# Delphinium retropilosum
Delphinium retropilosum là một loài thực vật có hoa trong họ Mao lương. Loài này được (Huth) Sambuk mô tả khoa học đầu tiên năm 1929.